# Carpelimus phloeoporinus
Carpelimus phloeoporinus är en skalbaggsart som först beskrevs av Leconte 1877.  Carpelimus phloeoporinus ingår i släktet Carpelimus och familjen kortvingar. Inga underarter finns listade i Catalogue of Life.